# Цветочный проезд
Цвето́чный прое́зд — проезд, расположенный в Северо-Западном административном округе города Москвы на территории района Южное Тушино.

## История
Проезд получил своё название 26 августа 1960 года, предположительно, по расположенным в его конце теплицам, в которых могли выращиваться цветы.

## Расположение
Цветочный проезд проходит от Сходненской улицы на запад. Нумерация домов начинается от Сходненской улицы.

## Примечательные здания и сооружения
По нечётной стороне:
По чётной стороне:

## Транспорт

### Наземный транспорт
По Цветочному проезду не проходят маршруты наземного общественного городского транспорта. У восточного конца проезда расположены остановка «Улица Фабрициуса» трамваев № 6, 6к (на Сходненской улице), остановка «Сходненская улица» автобусов № 62, 678, Т (на улице Фабрициуса), остановка «Улица Фабрициуса, д. 26» автобусов № 62, 678  (на улице Фабрициуса).

### Метро
- Станция метро «Сходненская» Таганско-Краснопресненской линии — севернее проезда, на пересечении Сходненской улицы и бульвара Яна Райниса